# 新什米德季夫卡
47°19′47″N 31°57′33″E / 47.32972°N 31.95917°E
新什米德季夫卡（烏克蘭語：Новошмідтівка），是烏克蘭南部的村莊，隸屬尼古拉耶夫州的尼古拉耶夫區。該村始建於1841年，面積1.24平方公里，海拔高度32米，2001年人口483，人口密度每平方公里389.5人。